# Landsborough
Landsborough (2 805 habitants) est un village d'Australie, situé dans l'État du Queensland à 80 km au nord de Brisbane.